# Neoeurygenius grahami
Neoeurygenius grahami är en skalbaggsart som beskrevs av Abdullah 1964. Neoeurygenius grahami ingår i släktet Neoeurygenius och familjen kvickbaggar. Inga underarter finns listade i Catalogue of Life.